# Музеј војвођанских Словака
Музеј војвођанских Словака (слч. Múzeum vojvodinských Slovákov) је основан 2012. године као наследник дотадашњег Народног музеја у Бачком Петровцу. Циљ музеја је да проучава, стручно обрађује, документује, презентује и чува етнолошка, историјска и уметничка материјална добра из прошлости војвођанских Словака.

## Историја
Иницијативу да се оснује музеј словачке мањине у некадашњој Југославији је изнела Матица словачка када се за припрему изложбе на Словачким народним свечаностима 1946. године почело са сакупљањем етнолошког материјала. Главни Извршни Одбор Народне Скупштине АП Војводине је 1948. године званично потврдио предлог да се у Бачком Петровцу отвори Матични словачки музеј, под претпоставком да су испуњени главни услови за оснивање једног музеја: да постоји одговарајући простор и кустос. Збирка је већ постојала, а њеном основа је била етнографска збирка Удружења Чехословачких жена формирана у међуратном периоду. Иницијативу за оснивање музеја је након тога преузела Словачка секција Савеза културно просветних друштава АП Војводине. На својим седницама током 1948 године, савез је одлучио да се отвори Музеј Словака у Југославији и на томе су биле ангажоване две секције: народно-списатељска и музејско-историјска. Словачки Музеј је званично био отворен на Словачким народним свечаностима у Бачком Петровцу 7. августа 1949. године. Инсталиране су биле „словачка соба“ и предмети из области прераде кудеље, хмељарства и домаће привреде. Историјски део није био доступан јавности, јер је материјал био изабран, али није био сређен и ова поставка ће бити отворена знатно касније.
Музеј у Бачком Петровцу је на самом почетку био основан са циљем студирања прошлости Словака у Југославији и очувања њихове културе и од самог оснивања културно-историјска и етнографска збирка представљају центар музеја. Први директор музеја је била Олга Гараy, а са њом су сарађивали Емилија Лабатова, Михал Рапош, Михал Филип, Милош Руснак (задужен за етнографску збирку) и Јулиа Јечменова. Током 50-их и 60-их годинама, када је директор музеја била Злата Кишгеци, збирке у музеју су се развијале и допуњавале. По евиденцији из 1959. године у музеју је било 1730 историјских, нумизматичких и археолошких предмета, као и 650 етнографских, 58 уметничких и 15 природњачких предмета. Како је време пролазило, подаци о природњачкој, археолошкој и нумизматичкој збирци се више не појављују и у музеју су остале сачуване само три збирке – етнографска, културно-историјска и уметничка.
Године 1966. Словачки народни музеј је променио назив у Народни музеј у Бачком Петровцу. Од 1970. године музеј припада Дому културе у Бачком Петровцу, а саставни део музејске збирке постаје и кућа из 1799. године позната и као Најстарија кућа у Бачком Петровцу. Седамдесетих и осамдесетих година су научно-документарне и изложбене активности биле под надзором Музеја Војводине у Новом Саду. Када је ликовно-уметничка музејска збирка постала део новоотворене Галерије Зуске Медвеђове 1989. године, у Народном музеју су остале само етнографска и културно-историјска збирка. Током деведесетих година је музеј био скоро и заборављен и за време Словачких народних свечаности 8. августа 2004. године сређен музеја је био поново отворена за јавност.

## Збирка
До деведесетих година 20 века музејска збирка је повећана на око 4000 предмета, фотографија, докумената, мапа, књига и других ствари везаних за Словаке у Војводини, од којих су поједине врло ретке. Већина предмета из колекције је из друге половине 19. века и почетка 20. века, а у етнографској и историјској збирци доминирају предмети из Бачке. Међутим, у збирци фотографија су заступљена скоро сва села и градови у Војводини у којима живе Словаци, али и фотографије Словака који живе у Румунији и Бугарској.
Претпоставља се да је до 90-тих година 20. века у тадашњем Народном музеју у Петровцу било постављено отприлике 100 изложби на тему културе, историје (најбројније су биле изложбе из периода Другог светског рата), народног писатељства и ликовне уметности. Најтемељнија обрађена и репрезентативна етнографска изложба у овом музеју постављена је 1980. под именом Материјална култура Словака у Војводини. Аутор изложбе је Мила Босић, а на припреми изложбе је учествовала и Јарослава Чањи. Након обнављања музеја 2004. године, осим освежене изложбе словачке собе са краја 19. века су биле и изложбе: словачке народне ношње 2004. године, изложба историје Петровца 2005. године, Традиционалне фризуре и оглавља Словака у Војводини 2007. године, 2008 године је у Плавом салону била постављена изложба Одећа деце Словака у Војводини, а 2009. године Церемоније прелаза Словака у Војводини. У Најстаријој кући у Бачком Петровцу је стална поставка на тему култура живљења првих досељених Словака у Војводину. Музеја војвођанских Словака редовно учествује и у манифестацији Ноћ музеја за коју приређује тематске изложбе.

### Галерија Зуске Медвеђове
Галерија Зуске Медвеђове је установа културе у Бачком Петровцу која функционише у оквиру Музеја војвођанских Словака и у њој се чувају дела Зуске Медвеђова прве академске сликарке војвођанских Словака и дела других војвођанских словачких сликара. Мевеђова је у свом тестаменту изнела:
"Ја, академска сликарка Зуска Медвеђова из Петровца, цело своје дело које сам створила под високим бачким небом и тако чудесно лепо гомилајућим се облацима изнад жетвених њива моје Подхоре и родног краја, сада животом и радом запечаћене посвећујем мојим драгим сународницима, Петровчанима и земљацима у Југославији. Нека га воле са таквом љубављу са каквом са ја волела њих".
Од њене донације је основана галерија која носи њено име, свечано отворена 1. јула 1989. године. Прву изложбу у галерији је чинило њена 54 рестаурирана дела из добијеног фонда. Чинили су је портрети, портрети са народном ношњом, народно-жанровске фигуралне композиције, мртва природа, акти и пејзажи. У оквиру Галерије Зузке Медвеђове се реализује и једна од најзначајнијих ликовних манифестација Словака са овог подручја – Бијенале словачких сликара. У питању је смотра која је први пут реализована у овој галерији од 23. новембра до 8. децембра 1991, под називом 1. бијенале словачког војвођанског ликовног стваралаштва – Петровац - ’91.

### Најстарија кућа у Бачком Петровцу
Најстарија кућа у Бачком Петровцу је подигнута по досељењу Словака на ово подручје половином 18. века, у старом делу села званом Рацки крај. Грађена је од набоја, делом укопана, двосливног крова покривеног трском, наглашено испуштене стрехе дуж подужне, дворишне стране. Кућа је панонског типа и данас је споменик културе који ради у оквиру Музеја војвођанских Словака. Има три просторије и то су: питвор и кухиња (предворје, односно улазни део у кућу на који се надовезивала кухиња), соба (главна стамбена просторија) и комора (остава која се користила за складиштење). У дворишту се налази амбар који је подигнут на саоницама како би лако могао да се преноси по снегу и блату и у случају пожара.

## Предмети у музеју
- Млада и младожења, фотографије из 1938. године
- Слика Зуске Медвеђове која се чува у музеју - Словачка свадба у Петровцу
- Позивница на Словачке народне свечаности у Бачком Петровцу из 1936. године
- Портрет Павела Јозефа Шафарика који је урадио Карол Милослав Лехотски
- Оснивачка скупштина Матице словачке у Бачком Петровцу